# Мемоар за положението на българското малцинство в гръцка и сръбска Македония (1924)
„Мемоарът за положението на българското малцинство в гръцка и сръбска Македония“ (на френски: Mémoire sur la situation de la minorité bulgare en Macédoine serbe et grecque) е протестен документ, изпратен от Националния комитет на Съюза на македонските емигрантски организации до Обществото на народите в 1924 година. Той е изключително ценен документ за историята на ВМРО. Изготвен е от специалисти във ВМРО и видни български учени под наблюдението на Тодор Александров, който обаче е убит преди изпращането му.

## История
Решението за изпращане на мемоара от името на ВМРО е взето през август 1924 г., тъй като Александров планира през есента да извърши няколко атентата на сръбска територия, и мемоарът е сметнат за необходим, за да не се настрои европейското обществено мнение срещу организацията. Данните за положението в Македония са събрани от Наум Томалевски, а текстът е дело на Никола Милев. Мемоарът е предвидено да се изпрати по случай общото годишно събрание на Обществото на народите в началото на септември 1924 година.
След убийството на Тодор Александров на 31 август, в дома на Спиридон Велев се срещат Александър Протогеров, Георги Баждаров, Кирил Пърличев и Наум Томалевски и решават мемоарът да носи дата август и следователно и подписа на Александров и да бъде отнесен в Женева от Томалевски. Милев, Баждаров и Томалевски изработват деликатния текст, че неприлагането на договорите за малцинствата и липсата на пътищата за легална борба, води към нелегални акции:
| „ | Вътрешната Македонска Революционна Организация, чиято историческа мисия през всички превратности, които раздрусаха Балканите от четвърт век насам, бе да покровителствува македонското население ида се бори, за да му гарантира мир и свободно развитие, би била първа да се радва от един обрат във вътрешната югославянска политика спрямо Македония. Тя би била щастлива да сътрудничи като легална партия за консолидацията и за разширението на федерираната югославска държава предвид на една конфедерация на всички балкански народи и на която обединена Македония би била един предан член. Удовлетворението на тези скромни искания, чието приложение би трябвало да интересува Обществото на народите и специално държавите, спрямо които Сърбия договорено се е задължила морално и неотвратимо, би било от естество да даде мир на Македония и спокойствие на Балканите. Но ако, постоянствувайки в заблудата, изключителната политика на Белград и Атина откаже на македонците елементарните права, които им са признати от договорите, Вътрешната Организация, след като е изнесла пред правителствата и пред общественото мнение във всички демократически страни желанието на Македония, ще преследва с удвоена енергия и със средствата, които ѝ са на разположение, всичките усилия за триумфа на благородния идеал за свобода, мир и балканско споразумение, които тя не е напуснала и в най-критическите часове, отхвърляйки цялата отговорност за компликациите и опасностите, които биха могли да се създадат на Балканите, вследствие непризнаването правата на Македония. | “ |

Мемоарът се занимава и с това при какви условия ВМРО би се легализирала:
| „ | През превратностите, които разтърсиха Балканите, историческата мисия на ВМРО от четвърт век насам е била да защитава македонското население и да се бори за мир и свободно развитие, ето защо тя ще е първата, която ще приветствува обрата във вътрешната политика на Югославия по отношение на Македония, ще бъде щастлива да съдействува като легална партия за заздравяването и развитието на една федерална югославска държава с оглед конфедерирането на всички балкански народи, в което Македония ще се включи като предан член. Удовлетворяването на тези скромни искания, което би трябвало да интересува Обществото на народите и особено страните, към които Сърбия е поела морални задължения, би било достатъчно за възвръщането на спокойствието в Македония и на Балканите. Но ако Белград и Атина продължават да задълбочават грешките си и откажат на македонците елементарните права, които им се полагат по договорите, Вътрешната организация след като е уведомила правителството и общественото мнение на всички демократични страни, ще продължи с удвоени сили и с всички средства своите усилия за победата на своя благороден идеал за мир, свобода и разбирателство на Балканите, който не е изоставяла и в най-критични мигове, като предупреждава, че няма да носи отговорност за усложненията, които могат да настъпят на Балканите вследствие на незачитането на правата на Македония. | “ |